# Canthidium glabricolle
Canthidium glabricolle är en skalbaggsart som beskrevs av Edgar von Harold 1867. Canthidium glabricolle ingår i släktet Canthidium och familjen bladhorningar. Inga underarter finns listade.